# Robert H. Vance

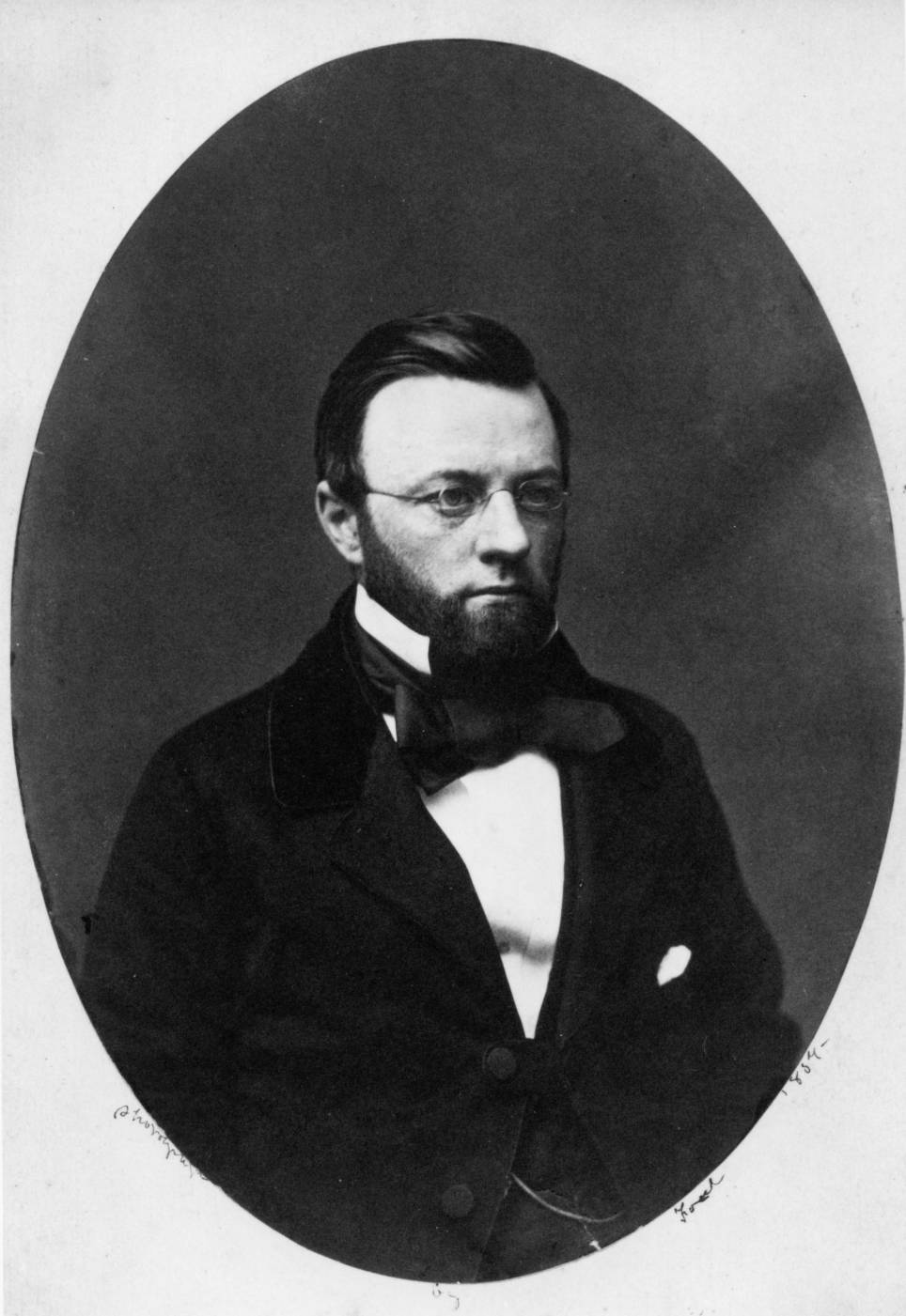
Robert H. Vance im Jahr 1857

Robert H. Vance (* 1825 in Baring, Maine; † 4. Juli 1876 in New York) war ein amerikanischer Daguerreotypist, Ambrotypist, Galerist und Landbesitzer. Als einer der Fotopioniere des amerikanischen Westens ist er vor allem für seine Aufnahmen von Nordkalifornien und San Francisco bekannt. Vances Werke sind heute größtenteils verloren und werden von Kunsthistorikern zu den großen Verlusten aus der Frühzeit der amerikanischen Fotografie gezählt. Neben seiner Arbeit als Fotograf betrieb Vance zahlreiche Galerien in Nordkalifornien. Zu seinen Mitarbeitern gehörten Charles Leander Weed und Carleton Watkins, die heute ebenfalls zu den großen Namen aus der Frühzeit der Fotografie an der amerikanischen Westküste gehören.

## Leben und Werk

### Frühe Jahre

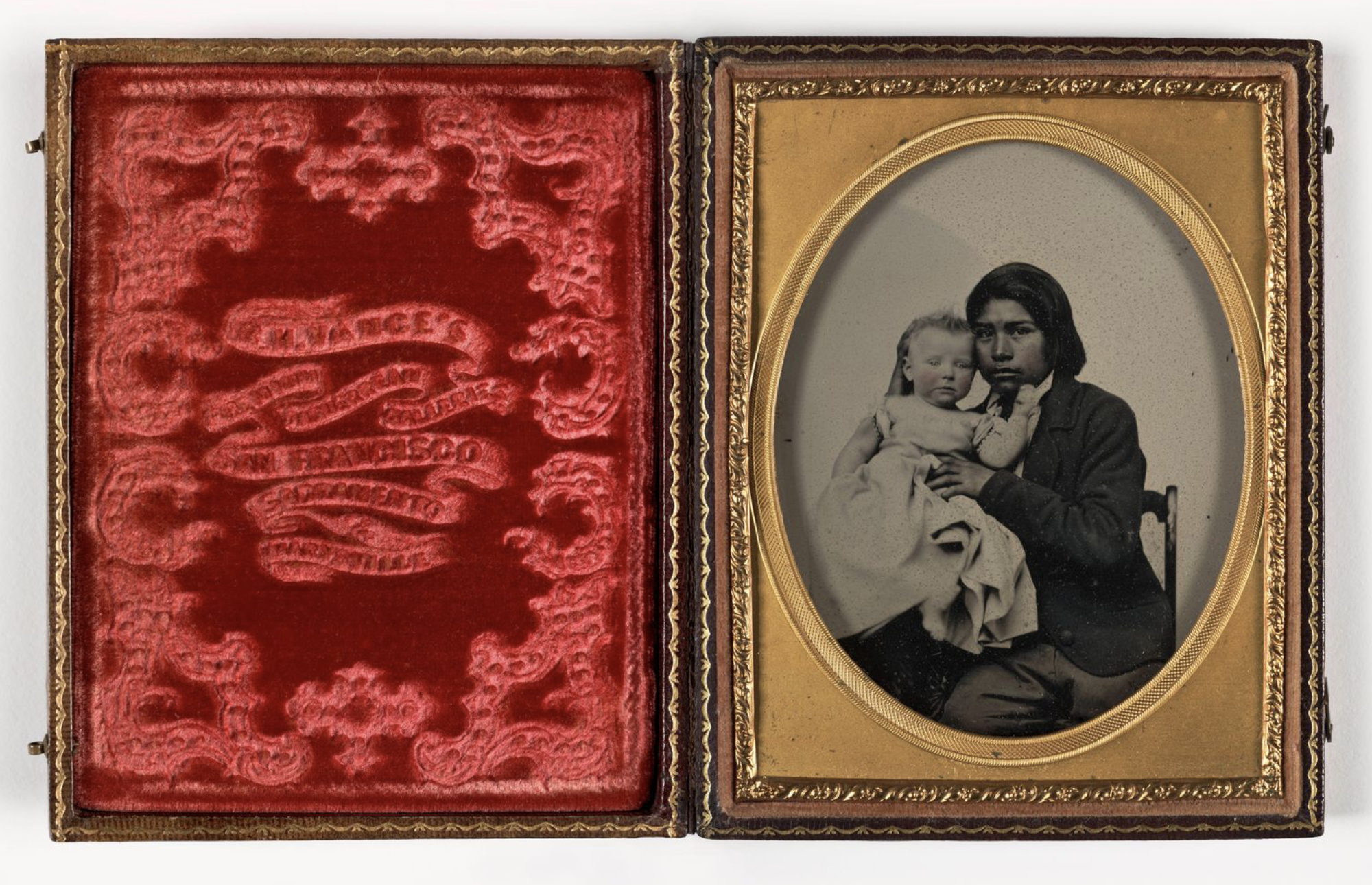
Ohne Titel (Junge vom Stamm der Maidu mit Kind). Frühe Ambrotypie von Robert H. Vance, um 1850. Peter E. Palmquist vermutet, dass Vance zu den ersten Fotografen gehörte, die die Indianer Kaliforniens im Bild festhielten.

Robert H. Vance wurde 1825 als Sohn von William „Squire“ Vance (1759–1841) und dessen vierter Frau Charlotte, geborene Holland, in Baring, Maine, geboren. Sein Vater betätigte sich als Rechtsanwalt und Politiker und führte ein unstetes Leben. Robert wuchs deshalb vorwiegend bei unterschiedlichen Verwandten auf und kam im Alter von 15 Jahren in die Obhut von Lot M. Morrill, dem späteren Gouverneur von Maine. Als William Vance ein Jahr später starb, erbte Robert 12.000 Dollar, die ihm schrittweise bis zum Erreichen seines dreiundzwanzigsten Lebensjahres ausgezahlt wurden. In einem Gerichtsverfahren aus dem Jahr 1858 gab er an, dass er seit 1845 als Fotograf arbeite. Peter E. Palmquist vermutet, dass Vance die hierfür nötige Ausrüstung von seinem Erbe bezahlte. Ab dem Frühjahr 1846 ist Vance als Inhaber eines Daguerreotypie-Studios in Dover, New Hampshire nachgewiesen. Ebenfalls für das Jahr 1846 ist eine Partnerschaft mit einem gewissen John A. Lerow belegt, mit dem er die Galerie Vance and Lerow in Boston, Massachusetts, betrieb.

### Zeit in Südamerika
Im Winter des Jahres 1846 schiffte Vance sich von Neuengland nach Südamerika ein. Seine Reise führte ihn rund um Kap Horn nach Chile, wo er in Valparaíso im Alter von 22 Jahren eines der ersten Daguerreotypie-Studios Chiles eröffnete. Martha A. Sandweiss sieht in dieser Geschäftsgründung bereits die ersten Anzeichen für Vances unternehmerische Ambitionen, die er später in Kalifornien unter Beweis stellen sollte. Gemeinsam mit unterschiedlichen Partnern arbeitete Vance in den folgenden zweieinhalb Jahren vor allem als Porträtfotograf, unternahm jedoch auch Reisen in andere Landesteile Chiles, bei denen er Landschaftsaufnahmen herstellte. So reiste Vance im August 1848 nach Copiapó, wo er zum ersten Mal mit dem Schürfen von Edelmetallen in Kontakt kam. Im Juli 1850 löste Vance sein florierendes Geschäft als Fotograf und Galerist in Chile auf und übersiedelte nach Kalifornien, wo Anfang 1848 der Goldrausch ausgebrochen war.

### Erste Jahre in San Francisco

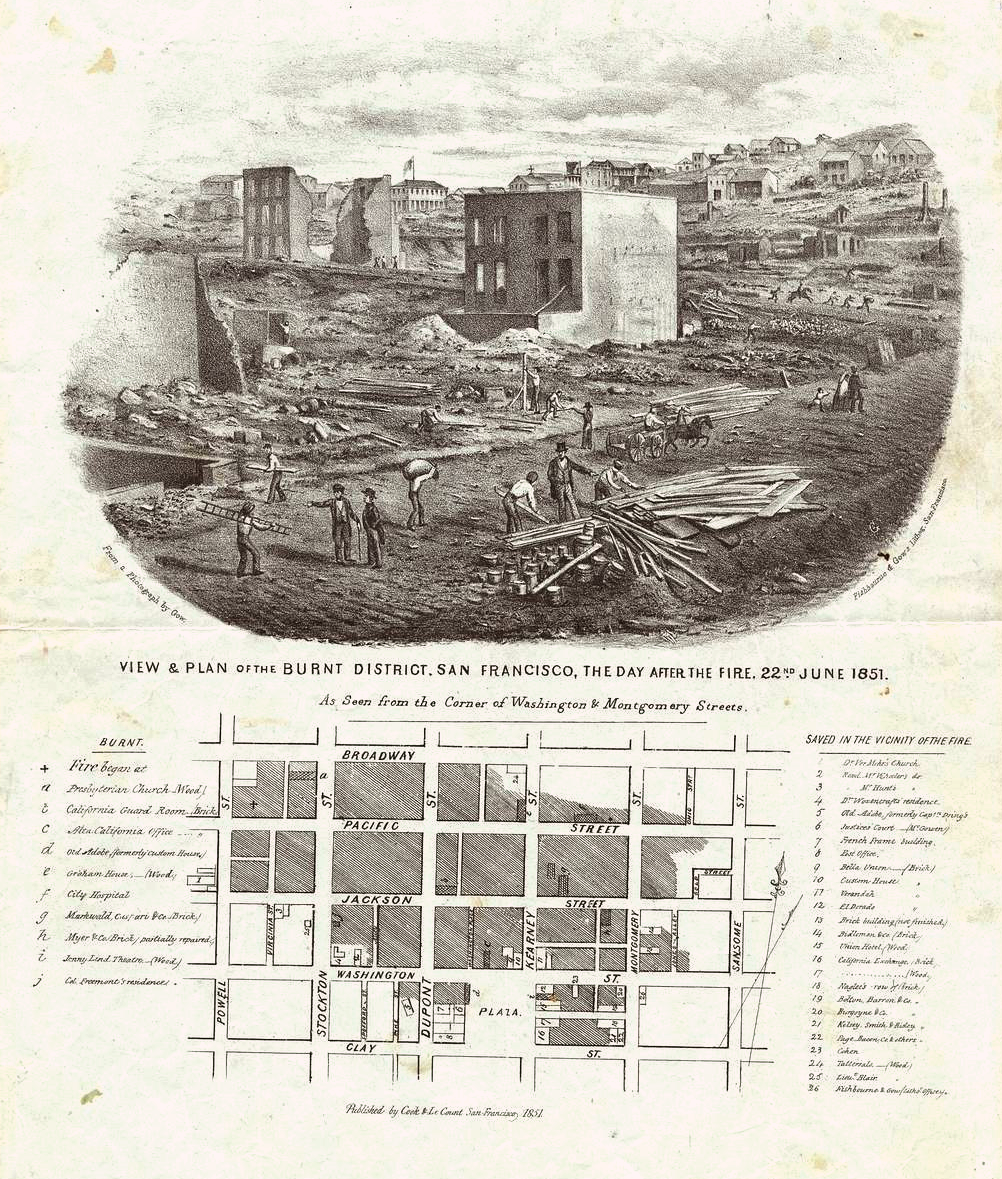
View and plan of burnt district, San Francisco, the day after the fire, 22nd June, 1851, Lithografie aus dem Jahr 1851. Das Bild zeigt die Zerstörungen des Feuers vom 22. Juni 1851 in San Francisco.

Im Januar 1851 kündigte Vance die Eröffnung seines neuen Fotostudios in San Francisco an. Unverzüglich machte er sich daran, großformatige Daguerreotypien von San Francisco und den Goldgräbergebieten im Norden von Kalifornien herzustellen, um die große Neugier des Publikums an der Ostküste der Vereinigten Staaten auf die Landschaft und Geschehnisse im weit entfernten Westen des Landes zu stillen. Bemerkenswert sind aus jener Zeit vor allem Vances Aufnahmen von San Francisco, die den Zustand der Stadt vor und nach den verheerenden Bränden vom 4. Mai und 22. Juni 1851 dokumentieren. Nachdem auch Vances Galerie im Feuer vom Mai 1851 zerstört worden war, machte er sich vermutlich im August nach New York auf, um eine neue Fotoausrüstung zu kaufen. Dort zeigte er rund 300 Daguerreotypien in einer Ausstellung mit dem Titel Daguerreian Panoramic Views of California. Obwohl das Photographic Art-Journal die Ausstellung im Oktober 1851 positiv bewertete, hatte sie beim New Yorker Publikum keinen durchschlagenden Erfolg. Martha A. Sandweiss führt dies darauf zurück, dass der realistische Ansatz der Daguerreotypien dem Publikum weniger gefiel als die fiktive Darstellung in fantasievollen Gemälden der Zeit. Das mangelnde Interesse des Ostküstenpublikums an seinen Werken führte schließlich dazu, dass Vance sich schon Anfang 1852 wieder auf die Rückreise nach Kalifornien machte.
Nach Vances Aufbruch aus New York blieben seine Aufnahmen aus Kalifornien zunächst in der Galerie des New Yorker Daguerreotypisten Jeremiah Gurney. Im Juli 1853 ersteigerte der in St. Louis arbeitende Daguerreotypist John H. Fitzgibbon die 300 Aufnahmen im Rahmen einer Auktion. Bis Juni 1857 ist ihre Existenz noch in einem Museum in St. Louis nachgewiesen – danach verliert sich ihre Spur. Martha A. Sandweiss urteilt über den Verlust: „[Vances Daguerreian Panoramic Views of California] bleiben eine der großen verlorenen Sammlungen früher Aufnahmen des Amerikanischen Westens, ein Heiliger Gral für Historiker und Sammler zugleich.“

### Rückkehr nach Kalifornien und erste Spekulationsgeschäfte
Nach einem Abstecher nach Panama kehrte Vance Ende Februar 1852 wieder nach San Francisco zurück. Im Juni eröffnete er eine neue Galerie in Sacramento, die allerdings schon bald durch das Feuer vom 2. November 1852 zerstört wurde. Im Januar 1853 ist Vance erneut als Besitzer einer Galerie in San Francisco nachgewiesen. In einer Zeitungsanzeige aus dieser Zeit schrieb er, dass „er seine Fotoplatten anders chemisch behandle und vorbereite als jeglicher andere Künstler in Kalifornien, was ihn in Stand setze, den Bildern jenen schönen, klaren und perfekten Farbton zu verleihen.“
Im Jahr 1853 war Vance offenbar wohlhabend genug, um sich an Landspekulationen zu beteiligen. Im Februar erwarb er gemeinsam mit zwei Partnern 160 Acres (rund 65 Hektar) in Sutterville südlich von Sacramento. Dabei setzte er mit seinen Geschäftspartnern offenbar auf die Möglichkeit, dass Sutterville anstelle von Sacramento die Hauptstadt von Kalifornien werden würde. In der Hoffnung auf steigende Immobilienpreise ließ Vance ein großes Warenlager und einige Häuser aus Ziegeln in dem Ort errichten. Doch seine Pläne gingen nicht auf: Sutterville entwickelte sich nicht wie erwartet und verfiel im Zuge des Aufschwungs von Sacramento.

### Ein Netz von Galerien und Zusammenarbeit mit Weed und Watkins

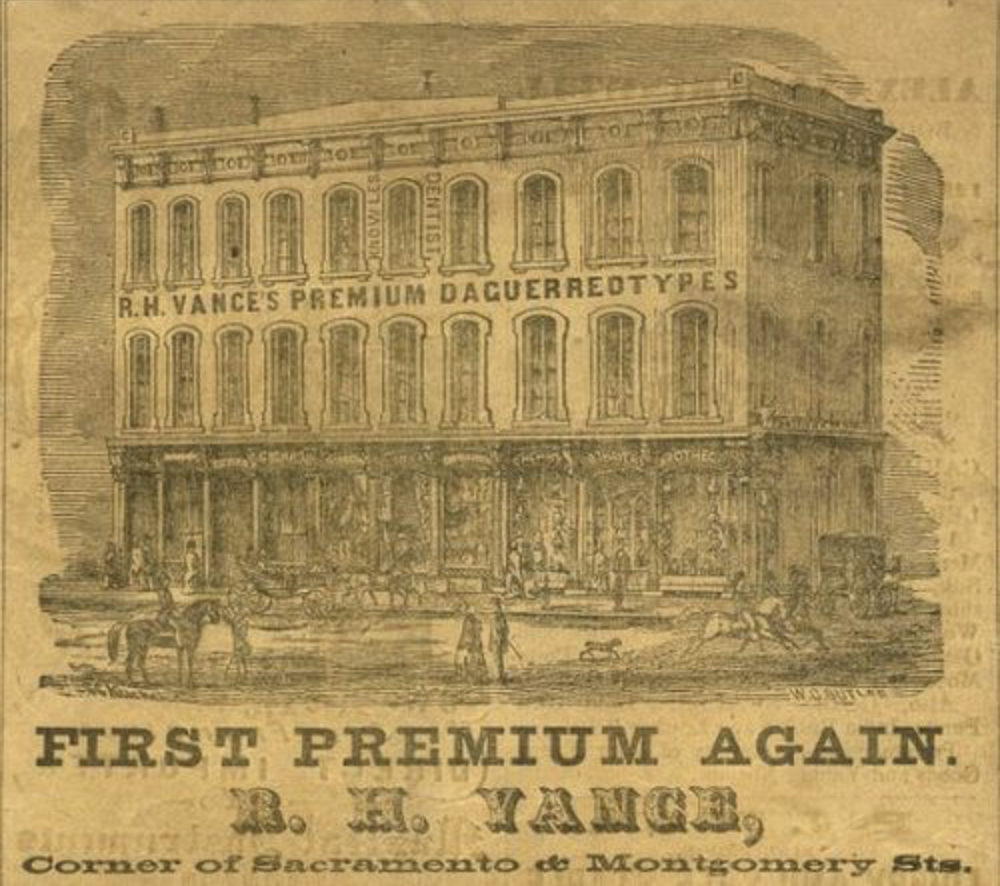
Ausschnitt aus einer Zeitungsanzeige für Vances Premium Gallery in San Francisco, 1856

Im weiteren Verlauf der 1850er Jahre eröffnete Vance eine ganze Reihe von Fotostudios mit angeschlossenen Galerien in verschiedenen Städten Nordkaliforniens. Zu seinen Mitarbeitern gehörte Carleton Watkins, dem Vance im Jahr 1854 die Leitung seiner Geschäfte in Marysville anvertraute. Die Leitung einer Galerie in Sacramento übertrug Vance im Jahr 1858 Charles Leander Weed. Beide, sowohl Watkins als auch Weed, werden heute von Kunsthistorikern zu den großen Namen aus der Frühzeit der Fotografie im Amerikanischen Westen gezählt.
Vances künstlerische Leistungen brachten ihm eine Reihe von Preisen ein. Im Jahr 1855 gewann er zum zweiten Mal den ersten Preis für Daguerreotypien auf der California State Fair. Im September 1858 wurden 22 seiner Aufnahmen bei der Second Industrial Exhibition of the Mechanics’ Institute of San Francisco als „die besten der Ausstellung“ („the finest exhibited“) prämiert. Allerdings waren ihm nicht alle seiner Kritiker gewogen. Im April 1857 schrieb der Daguerreotypist Robert A. Carden in der Zeitschrift The Photographic and Fine Art Journal, Vances Premium Gallery in San Francisco sei zwar eine der größten Einrichtungen dieser Art in den Vereinigten Staaten, seine Werke gehörten aber nicht zum „Besten, was die Fotografie stilistisch zu bieten habe“.

### Letzte Jahre und Tod
Kommerziell war Vance so erfolgreich, dass er sein Vermögen im Juli 1860 auf 40.000 Dollar bezifferte. Seine Biografen Palmquist und Kailborn bezeichnen das Jahr 1860 allerdings auch als das Wendejahr für Vance. Zum ersten Mal nahm er nicht an der California State Fair teil. Auch verkaufte er zwei Jahre später seine Ländereien in Solano County. Im Jahr 1863 schloss er seine Galerie in Sacramento. Mit der Schließung weiterer Galerien in Nevada County ging seine Karriere in Kalifornien im Jahr 1865 zu Ende.
Nach seiner anschließenden Übersiedlung nach New York betätigte Vance sich zunächst als Makler von Anteilen an Bergbaugeschäften. Einige Jahre lang ging er auch weiteren Spekulationsgeschäften im Gebiet des Puget Sound im Nordwesten der Vereinigten Staaten nach. Die letzten Jahre seiner Geschäftstätigkeit liegen im Dunkeln. Im Rahmen der Centennial Exhibition, der ersten Weltausstellung in den USA, zeigte er seine fotografischen Werke ein letztes Mal. Am 4. Juli 1876 starb er in New York.

## Verbleib der Werke
Maßgebliche Sammlungen der erhaltenen Arbeiten Vances finden sich in der Bancroft Library der University of California, Berkeley, im Archiv der California Historical Society sowie im Oakland Museum of California. Kleinere Sammlungen halten die Huntington Library, die California State Library, die Oregon Historical Society, das University of New Mexico Art Museum und das J. Paul Getty Museum. Originale von Vances Catalogue of Daguerreotype Panoramic Views in California aus dem Jahr 1851 sind extrem selten. Die zwei einzigen bekannten, heute noch erhaltenen Exemplare befinden sich bei der California Historical Society sowie in der New York Public Library.